# Grafológia

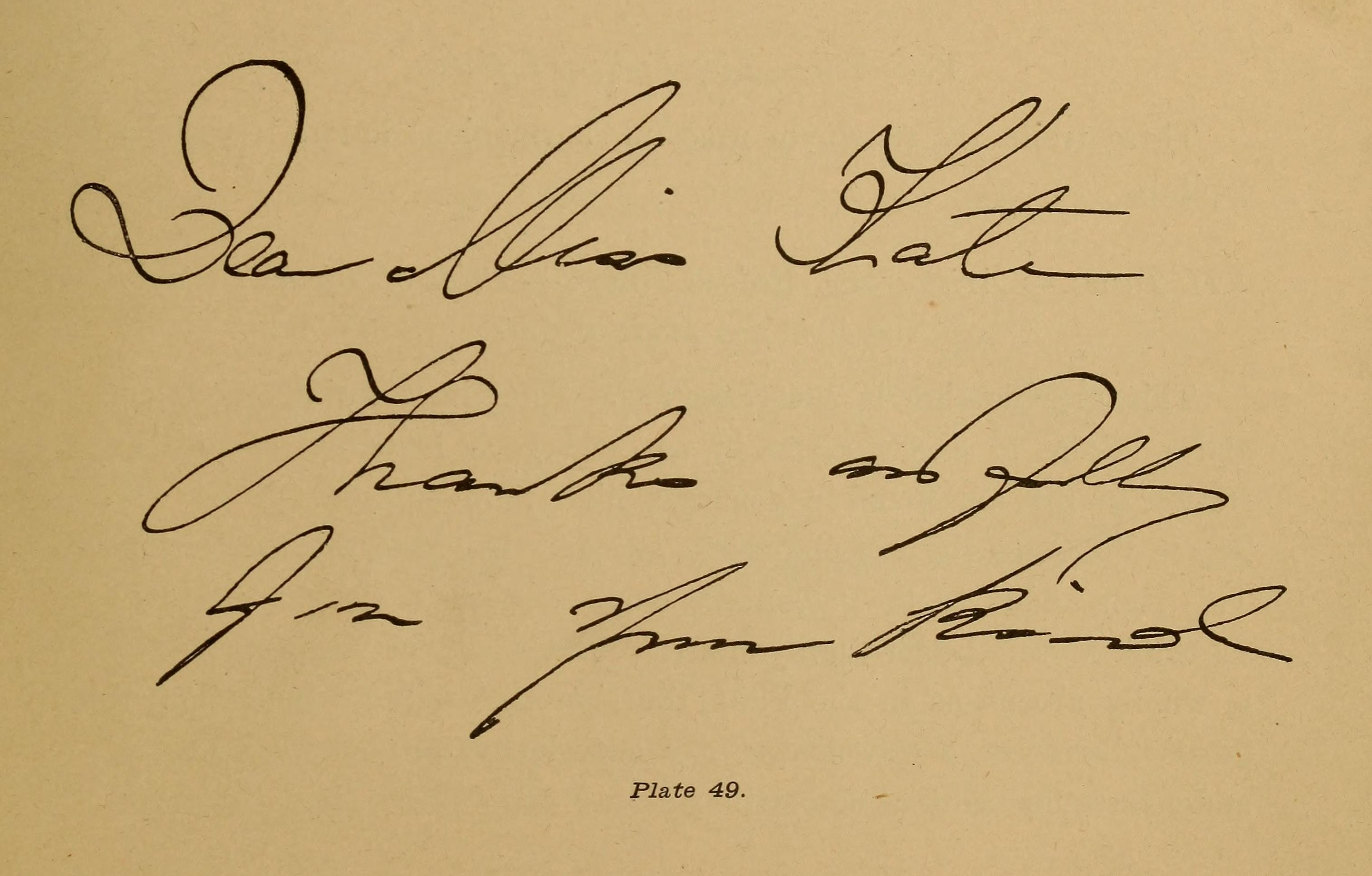
A grafológiai elemzéshez használt kézírás

A grafológia a kézírás elemzése személyiségjegyek meghatározásának céljából. Tudományos bizonyítékok nem támasztják alá,  emiatt a grafológiát áltudománynak vagy tudományosan megkérdőjelezhető eljárásnak tartják. Ennek ellenére néhány országban alkalmazzák, így Franciaországban is és régebben legitimnek tekintették az alkalmazását egyes jogi esetekben. A kifejezést olykor tévesen alkalmazzák a törvényszéki írásszakértésre és dokumentumvizsgálatra, ahol a cél egy dokumentum keletkezési körülményeinek megállapítása. Azonban az törvényszéki írásszakértés tudományos tézisei szerint teljesen lehetetlen a személyiségjegyek feltárása íráskép alapján.
A grafológia görög eredetű szó, melyet a grafo (=írás), valamint a logosz (=tudomány) szavak összetételéből hozott létre a grafológia atyjának is nevezett Jean-Hippolyte Michon. Jelentése: írással foglalkozó tudomány. Az írásszakértés egyik ága, megkülönböztetendő az írásazonosítástól, amely a kézeredet-azonosság megállapítására irányul, és az írásanalitikától, amely az íráskörülmények összességét hangsúlyosan figyelembe véve és a kapcsolódó területek tudományos vetületeit (írásföldrajz, írásszemészet, kulturális és történelmi háttér, genetika, stb.) felölelve vizsgálja a kézírást.
A grafológia vizsgálatának tárgya a grafikum: rajz, a firka, de leginkább a kézírás. Mivel az írásfolyamatot, illetve a grafikum létrehozását az agy vezérli, nemcsak a kézzel, de a szájjal vagy lábbal készült írás vagy rajz is tükrözi készítőjének állapotát, személyiségét. A grafológia a kézírás egyéni jellegzetességeit vizsgálja, a tanult sztenderdtől való eltérések alapján von le következtetéseket a személyiségre nézve. A grafológiát alkalmazók szerint az az íráskép egésze, továbbá az íráselemek mérete, egymáshoz és az írástömb egészéhez viszonyított aránya, elhelyezkedése, az őket létrehozó mozdulat iránya, sebessége, nyomatéka stb. információval szolgál az író személy gondolkodás- és munkamódjáról, energiakészletéről, érzelemvilágáról, valamint önmagához való viszonyáról.
A grafológia állításait sosem sikerült bizonyítani, sőt a gyakorlati tesztek alapján eredményei félrevezetőek és semmilyen reális képet nem nyújtanak az egyén személyiségéről vagy képességeiről. A tényleges személyiséganalízis eredményeihez képes csak esetlegesen nyújt releváns információt az egyénről, akkor is legfeljebb a nemre és korra lehet következtetni biztonsággal, bár ennek hasznosságát meg a grafológusok tagadják. A tudományos igényességgel végzett eredmények alapján a grafológia alkalmatlan a személyiség leírására. Ennek fényében számos kutató szerint a munkaerő kiválasztására, a tudatos vagy tudatalatti jellemzők értékelésére és ezek miatt terápiás és tanácsadási célra való felhasználása minden alapot nélkülöző áltudomány.

## Története
A kézírás és a személyiség közötti összefüggést már az ókorban is feltételezték. Maga az írástudás azonban a 15. századtól kezdett csak szélesebb körben terjedni, így a kézírások különbözőségének is ettől a kortól szentelnek nagyobb figyelmet. Az első könyv, amely a kézírás elemezhetőségét felveti, 1611-ben, Idengraphicus nuntius címen jelent meg. A mű szerzője a nápolyi Prosper Aldorisius, aki a kézírás és a temperamentum között kapcsolatot feltételezett.
Jelentős lendületet adott a grafológia népszerűsítésének Jean-Hippolyte Michon (1806–1881) francia pap tevékenysége. Michon hitt abban, hogy bizonyos velünk született arcvonások és az írásjegyek utalnak az ember lelkére. Az agyírás gondolata is tőle származik: „A toll mozdulatainak fiziológiai okai vannak és ezek az agy befolyása alatt állnak”. 360 személyiségjellemzőt különböztetett meg, négy főcsoportba és nyolc osztályba sorolva, azokon belül további 98 csoportot alkotott, írásjegyeket társítva hozzájuk. Nevéhez fűződik a világ első grafológiai folyóiratának elindítása (La Graphologie, 1871), az első grafológiai társaság létrehozása (Société Française de Graphologie).

## Mai magyar irányzatok
A grafológiában napjainkra kialakult a vizsgálati módszerek alapját jelentő egységes sztenderd, amely magában foglalja a különböző irányzatok kutatási eredményeit.
A rendszerszemléletű grafológia a hangsúlyt az írás statikus, dinamikus és globális jellemzőinek feltárására fekteti, figyelembe véve a teljes írás és a betűk egyedi torzulásának módozatait és ezek szimbolikai értelmezését. A módszer kidolgozásában nagy szerepe van Agárdi Tamásnak. Szintén az ő nevéhez köthető a számítógépes, digitális táblával végzett vizsgálat kidolgozása, amely elsősorban a hazugság jeleinek feltárására irányul.
A francia grafológiai irányzat képviselőiként W. Barna Erika és Demeter Anikó a vonalvizsgálatra, az írás nyomatékára, sebességére, ritmusára helyezik a fő hangsúlyt. Ennél a módszernél a kapott eredmények értelmezését pszichogramok, diagramok és görbék segítik.
A kézírás alapján történő pályaválasztási és pályaalkalmassági grafológiai vizsgálat metódusát, melyhez komplex jellegű személyiségkép-modell kötődik, elsőként Katona Ágnes dolgozta ki.
A holisztikus irányzat elsősorban Gulyás Jenő István nevéhez fűződik. E módszer segítségével a test– lélek–szellem egysége és egymásra hatása modellezhető. Alkalmazásával feltárható az egyes területeken kialakult problémák gyökere, az oksági és időrendi kapcsolatok. Információt ad a lehetséges beavatkozási módokra, amely a személyiség harmóniájának helyreállítását segíti.
A speciális méréseken és azok értelmezésén alapuló rezonometria módszer Szidnai László nevéhez köthető. A hagyományos tudást kiegészíti, rávilágít a tudatalatti működésére. Új fogalmakat vezet be, amelyek segítenek következtetni az egyén képességei és valós viselkedése közötti eltérésekre, ellentmondásokra. A rajzelemzés területe a grafológiával ugyancsak szoros összefüggésbe hozható, és hosszú hazai előtörténettel rendelkezik. Néhány magyar képviselője: Gerő Zsuzsa (gyermekrajzok), Kárpáti Andrea (adoleszcensek rajzai), Feuer Mária (firkák, családrajz), Hárdi István, (dinamikus rajzvizsgálat, DRV), Vass Zoltán (hétlépéses rajzelemzés, SSCA), Jakab Irén (pszichiátriai betegek képei) nevét.

## Főbb alkalmazási területei
- Önismeret-fejlesztés, képességek, rejtett tartalékok feltárása;
- Életvezetési tanácsadás;
- Párkapcsolati, kapcsolati tanácsadás;
- Pályatanácsadás (pályaválasztás, pályamódosítás, pályaváltás);
- Vezetőkiválasztás;
- Munkaerő-kiválasztás;
- Csapatépítés;
- Pályaalkalmassági vizsgálat;
- Tárgyalási stratégiák kidolgozása;
- Történelmi, irodalmi személyiségek grafikumának elemzése;

Bár grafológus státusz cégeknél, vállalatoknál jellemzően nincs, a grafológusok vállalkozóként a segítő, tanácsadó tevékenységformák széles spektrumában működhetnek közre, illetve fő foglalkozásuk során (tanár, humánpolitikai vezető, katonai vezető, pszichológus, andragógus stb.) grafológiai ismereteiket is sokoldalúan hasznosíthatják.

## Kritikája
A grafológia a vonatkozó szaktudományok oldaláról számos kritikát kapott, a független, empirikus analízisen alapuló kutatások fényében rendkívül alacsonynak tűnő hatásfoka és invalid megállapításai miatt. Felhasználási módjait a legtöbb tudományos szerző áltudományosnak tartja. Valós racionális tudományos megállapítások ugyanúgy nem támasztják alá, mint a többi pszeudotudományt. E vélemények szerint a grafológia azon állítását, hogy a személyiségjellemzők kideríthetőek abból, hogy megvizsgáljuk az illető személy írását, sosem sikerült mérési adatokkal alátámasztani. Ugyan írásazonosításra alkalmazható, de korlátai még e téren is rendkívül nagyok a kutatások fényében.
- A pszichológia és pszichiátria tudományok számos képviselője szerint a gyakorlati tesztek alapján a grafológia megállapításai nem helyállóak. Az íráskép alapján nem lehet releváns képet alkotni az egyén személyiségének attribútumairól, az eredmények esetlegesek és nem relevánsak. Az iskolai oktatási módszerek, a tanulmányéletút, vagy egy kézsérülés, diszlexia, stb. is jobban befolyásolja az írást, mint bármilyen tudatos, vagy tudat alatti pszichológiai sajátosság. Ugyanakkor az eredmények meggyőzik az egyént és a vizsgálót, hogy ő olyan, amit az eredmény mutatnak akkor is ha az hibás és ez önbeteljesítő jóslattá válhat.[15][30][31][32][33] Az íráskép alapján következtetni a személyiségre, olyan, mint a hangja alapján következtetni, egy hangszer színére.[14][25]
- Kriminológiai alkalmazását szintén számos kritika éri, mivel a vakpróbás tesztek alapján hatásfoka alacsony, nem éri el a 60%-ot még az egyszerű írásazonosítás terén sem. További probléma, hogy könnyen kijátszható kis felkészültséggel, sőt erre már léteznek képzések is. Ennek fényében egyre több országban nem fogadja el a bírói gyakorlat bizonyítékként.[13][15][34][35][36]
- A humánerőforrás menedzsmentben kialakult áltudományos grafológiai módszertan-használat hatástalan, eredményei kérdésesek és csak ritkán mutatnak kapcsolatot a jelentkező valós adottságaival. A kézírásból következtetni lehet az aktuális lelkiállapotra, néhány neurológiai betegségre, viszont ezek nem személyiségjegyek, semmiképp sem utalnak az ember kompetenciaértékelési szempontok szerint fontos tulajdonságaira. A módszertan ráadásul minimális felkészültséggel is könnyen kijátszható. Tulajdonképpen önbelejesítő előítélet: a munkáltató az eredmények szerint áll a munkaerőhöz és nem valós tudása szerint értékeli.[17][18][22][33][37][38][39][40]
- A fentiek alapján életvezetési, terápiás, kiválasztási és személyiségfejlesztési alkalmazása is teljesen értelmetlen, legfeljebb placebó jellegű hatásról beszélhetünk, hiszen már az eljárások kialakítására használt megállapítások is érvénytelenek.[25][41][42][43][44]
- Bár tudományosan bizonyított, hogy a grafológia alkalmatlan a személyiségjegyek leírására, alkalmas a diszkriminációra. Az írásminta alapján ugyanis a nemek és a rasszok (bár ehhez nem kell grafológus képesítés sem) elkülöníthetőek, így gyakran szándékolatlan szexista és rasszista kirekesztés eszköze lehet bizonyos írásképek kizárása.[17][18][25][45]

A fentiek fényében már Magyarországon sem fogadja már el a bírói gyakorlat bizonyítékként a grafológia állításait, ezért megtévesztő lehet az "igazságügyi" jelző használata számos grafológus esetében.

## Grafológia folyóirat
Grafológiai jellegű folyóirat már a második világháború előtt is létezett. Az "A grafológia: írásszakértői és az írások elemzésével bűnesetek felderítését elősegítő szaklap" címen megjelent kiadvány grafológiával, telepátiával és okkultizmussal foglalkozott 1930 és 1935 között készült Neuwald Illés Könyvnyomdájában, Budapesten. A felelős szerkesztő Benedek Ábrahám volt.
1988 szeptemberében jelent meg ismét grafológiai tárgyú folyóirat, Grafologika – Az Írástanulmányi Társaság tájékoztatója címmel. A folyóirat 1995-től Grafológia címen jelenik meg, a Grafológiai Intézet Kft nevű vállalkozás lapjaként. A lap azonban nem minősül tudományos kiadványnak, nem szerepel az MTA folyóirat besorolásában. Főszerkesztője Agárdi Tamás. Jelenlegi felelős szerkesztője Podonyi Hedvig (2003-).

## Szakmai szervezetek
Az grafológiához kapcsolódó hazai szervezet az 1930-ban alapított és 1951-ben megszűnt Magyar Írástanulmányi Társaság volt. 1988. február 23-án új szervezet alakult szintén a Magyar Írástanulmányi Társaság nevet használva. 

## A grafológus munkakör
Magyarországon 2003-ban a Grafológus szakasszisztens OKJ képzést engedélyezte az Oktatási Minisztérium.
Ennek megfelelően grafológus munkakör a FEOR 2629-1 (máshová be nem sorolható társadalomtudományi foglalkozásúak), a grafológus szakasszisztens az 5219-4 kód (egyéb személyi szolgáltatási foglalkozásúak) alá tartozik.